# رصدخانه آفریقای جنوبی

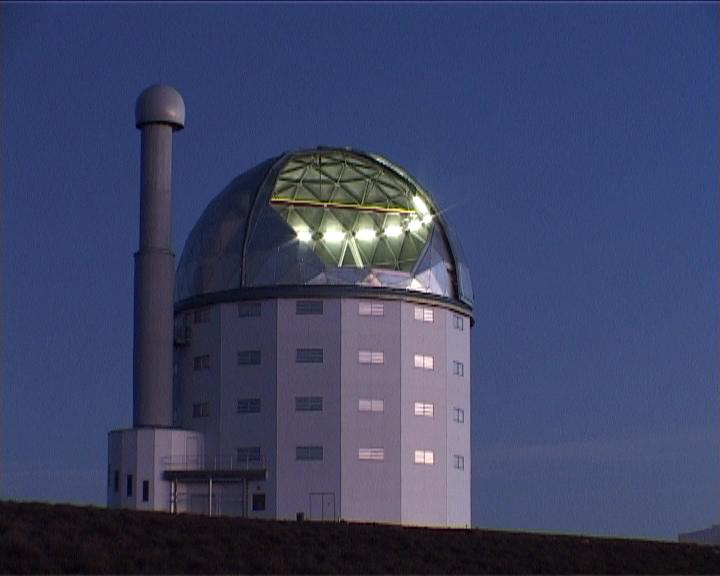
تلسکوپ بزرگ آفریقای جنوبی این مرکز

رصدخانه آفریقای جنوبی (به انگلیسی: South African Astronomical Observatory) یک مرکز و سازمان نجوم در کشور آفریقای جنوبی است.
این رصدخانه حاوی تلسکوپ بزرگ آفریقای جنوبی است.